# NGC 5628
NGC 5628 is een elliptisch sterrenstelsel in het sterrenbeeld Ossenhoeder. Het hemelobject werd op 6 mei 1883 ontdekt door de Franse astronoom Édouard Jean-Marie Stephan.

## Synoniemen
- UGC 9278
- MCG 3-37-19
- ZWG 104.33
- NPM1G +18.0412
- PGC 51699